# Dicranopteris schomburgkiana
Dicranopteris schomburgkiana là một loài dương xỉ trong họ Gleicheniaceae. Loài này được J.W. Sturm C.V. Morton mô tả khoa học đầu tiên năm 1951.